# طوطی کرکس

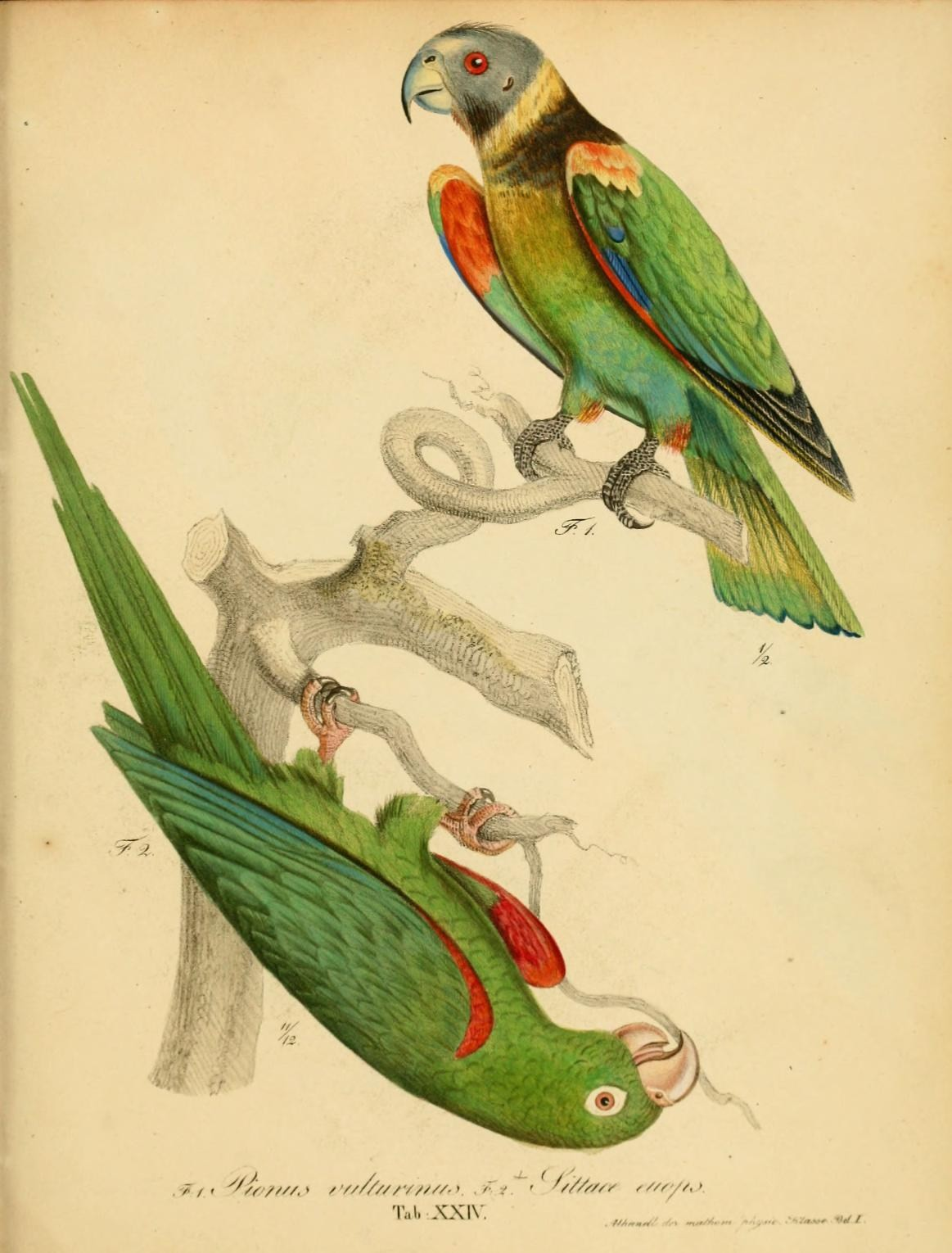
نقاشی از طوطی کرکس

طوطی کرکس (به لاتین: Pyrilia vulturina) که نباید با طوطی پسکی (به لاتین: Pesquet's parrot) اشتباه گرفته شود یک طوطی نئو گرمسیری است. که بومی جنگل‌های مرطوب و زیستگاه‌های مجاورشان در شرق آمازون در برزیل است.

## طبقه‌بندی
تا همین اواخر آنها را در تیره Pionopsitta قرار می‌دادند که اکنون فقط به نوع گونه P. pileata محدود می‌شود. علاوه بر این، افرادی که تصور می‌شد طوطی‌های کرکس نابالغ هستند در سال ۲۰۰۲ با مشخص شدن بالغ بودنشان به عنوان گونه جدید طوطی‌های طاس معرفی شدند.

## توضیحات
این طوطی‌ها عموماً طول کلی ۲۴ سانتی‌متر دارند. و همچنین دارای یک دم نسبتاً کوتاه، کدر و پر عمدتاً سبز هستند که در انتها به آبی متمایل می‌شود. پرهای بدن غالباً سبز و در زیر سینه قهوه ای زیتونی است. پوشش‌های بخش‌های زیرین قسمت بالایی بال‌ها به رنگ قرمز و زیر دمها به زرد تمایل میابد. و نوک‌ها نیز به رنگ تیره و مایل به آبی است. رنگ سرها آمیخته‌ای از سیاه و صورتی مایل به نارنجی است که با حلقه ای یقه مانند از پرهای زرد، دارای مرز مشخص می‌شود. سرهای برهنهٔ این طوطی‌ها که به کرکس‌ها شبیه است دلیل اصلی نامگذاری آنهاست. افراد نابالغ این گونه دارای سرهای تقریباً سبز رنگ هستند.
دربارهٔ رفتار و خلق و خوی آنها، اطلاعات کمی در دست است. اما گمان می‌رود سر برهنه جهت سازگاری با محیط زندگی و برای جلوگیری از چسبیدن پر، برگ و اجزای میوه‌های چسبناک است. همچنین از آنها اطلاعاتی هنگام تغذیه از دانه‌ها و توت‌ها ثبت شده‌است.

## حفاظت و وضعیت بقا
اعتقاد بر این است که جمعیت طوطی‌های کرکس در حال کاهش است. با این حال تعداد دقیق آنها در طبیعت نامعلوم است. علل اصلی این کاهش و تهدیدهای علیه طوطی کرکس، جنگل زدایی در آمازون و شکار آنهاست.